# Volley Ball Club Mondovì 2021-2022
Questa voce raccoglie le informazioni riguardanti il Volley Ball Club Mondovì nelle competizioni ufficiali della stagione 2021-2022.

## Stagione
Nella stagione 2021-22 il Volley Ball Club Mondovì assume la denominazione sponsorizzata di Synergy Mondovì.
Partecipa per la decima volta alla Serie A2, classificandosi all'ultimo posto in campionato: posizione che ne determina la retrocessione in Serie A3.

## Organigramma societario
Area direttiva
- Presidente: Giancarlo Augustoni
- Vicepresidente: Andrea Fia, Brunello Prette
- Direttore sportivo: Andrea Fia
- Team Manager: Mauro Bongioanni

Area tecnica
- Allenatore: Francesco Denora Caporusso
- Allenatore in seconda: Stefano Mesturini
- Scout man: Andrea Ballario
- Responsabile settore giovanile: Brunello Prette

Area comunicazione
- Ufficio stampa: Giovanni Grignolo
- Social media manager: Elena Bruno, Elena Merlino, Eugenio Paolo Ricchello
- Fotografo: Elena Merlino

Area sanitaria
- Medico: Corrado Biolè
- Preparatore atletico: Nened Milosiev
- Fisioterapista: Elena Ambrogio

## Rosa
| N° | Nome              | Ruolo | Data di nascita  | Nazionalità sportiva |
| -- | ----------------- | ----- | ---------------- | -------------------- |
| 1  | Dante Chakravorti | P     | 20 agosto 1997   | Italia               |
| 1  | Matteo Meschiari  | S     | 3 luglio 2002    | Italia               |
| 4  | Lorenzo Piazza    | P     | 3 ottobre 1992   | Italia               |
| 5  | Matteo Caldano    | C     | 28 aprile 2002   | Italia               |
| 6  | Mattia Raffa      | L     | 4 giugno 1996    | Italia               |
| 7  | Arinze Nwachukwu  | O     | 15 agosto 2002   | Nigeria              |
| 9  | Mattia Fenoglio   | L     | 24 dicembre 2000 | Italia               |
| 10 | Matteo Lusetti    | P     | 6 agosto 2002    | Italia               |
| 11 | Giuseppe Boscaini | S     | 11 ottobre 1986  | Italia               |
| 12 | Stefano Catena    | C     | 22 marzo 1992    | Italia               |
| 14 | Lorenzo Gecchele  | L     | 14 dicembre 2002 | Italia               |
| 15 | Filippo Camperi   | S     | 29 novembre 2003 | Italia               |
| 16 | Victorio Ceban    | C     | 22 novembre 2001 | Italia               |
| 17 | Riccardo Mazzon   | S     | 31 gennaio 1996  | Italia               |
| 18 | Nicola Cianciotta | S     | 8 aprile 2001    | Italia               |

## Mercato
| Acquisti | Acquisti          | Acquisti        | Acquisti   |
| R.       | Nome              | da              | Modalità   |
| -------- | ----------------- | --------------- | ---------- |
| S        | Giuseppe Boscaini | Franco Tigano   | definitivo |
| C        | Stefano Catena    | Alessano        | definitivo |
| C        | Victorio Ceban    | 4 Torri Ferrara | definitivo |
| P        | Dante Chakravorti | Callipo         | definitivo |
| S        | Nicola Cianciotta | Pag Taviano     | definitivo |
| L        | Lorenzo Gecchele  | Sant'Anna       | definitivo |
| P        | Matteo Lusetti    | Modena          | prestito   |
| S        | Riccardo Mazzon   | Alessano        | definitivo |
| S        | Matteo Meschiari  | Prata           | definitivo |
| O        | Arinze Nwachukwu  | Fenerbahçe      | definitivo |
| P        | Lorenzo Piazza    | Impavida Ortona | definitivo |
| L        | Mattia Raffa      | Diavoli Rosa    | definitivo |

| Cessioni | Cessioni          | Cessioni         | Cessioni   |
| R.       | Nome              | a                | Modalità   |
| -------- | ----------------- | ---------------- | ---------- |
| S        | Luca Borgogno     | New Mater        | definitivo |
| S        | Emanuele Bosio    | Savigliano       | definitivo |
| C        | Manuel Bussolari  | Energy Parma     | definitivo |
| P        | Dante Chakravorti | Libertas Brianza | definitivo |
| S        | Alessio Ferrini   | Lupi Santa Croce | definitivo |
| C        | Alberto Marra     | Franco Tigano    | definitivo |
| P        | Mattia Milano     | Alto Canavese    | definitivo |
| O        | Matteo Paoletti   | Casarano         | definitivo |
| L        | Filippo Pochini   | Prisma Taranto   | definitivo |
| P        | Pedro Putini      | Normanna Aversa  | definitivo |

## Risultati

### Serie A2

#### Girone di andata
| 1ª Giornata - 10 ottobre 2021 PalaManera, Mondovì                   | Mondovì             | 0 - 3 | Lupi Santa Croce  | 25-27, 19-25, 18-25               |
| 2ª Giornata - 17 ottobre 2021 Palasport Villa D'Agri, Marsicovetere | Rinascita Lagonegro | 3 - 2 | Mondovì           | 26-28, 22-25, 32-30, 28-26, 15-10 |
| 3ª Giornata - 24 ottobre 2021 Palazzetto dello Sport, Porto Viro    | Porto Viro          | 3 - 1 | Mondovì           | 25-23, 25-22, 25-27, 25-18        |
| 4ª Giornata - 31 ottobre 2021 PalaManera, Mondovì                   | Mondovì             | 0 - 3 | Emma Villas       | 21-25, 22-25, 30-32               |
| 5ª Giornata - 7 novembre 2021 PalaGrotte, Castellana Grotte         | New Mater           | 3 - 0 | Mondovì           | 25-20, 25-22, 26-24               |
| 6ª Giornata - 14 novembre 2021 PalaManera, Mondovì                  | Mondovì             | 3 - 2 | Tricolore         | 18-25, 32-30, 14-25, 25-18, 15-10 |
| 7ª Giornata - 21 novembre 2021 PalaPozzoni, Cisano Bergamasco       | Olimpia Bergamo     | 3 - 0 | Mondovì           | 25-15, 25-20, 25-18               |
| 9ª Giornata - 5 dicembre 2021 PalaManera, Mondovì                   | Mondovì             | 2 - 3 | Libertas Brianza  | 25-23, 22-25, 25-23, 20-25, 12-15 |
| 10ª Giornata - 8 dicembre 2021 PalaVicentini, Caorle                | Motta               | 2 - 3 | Mondovì           | 25-22, 25-20, 23-25, 21-25, 11-15 |
| 11ª Giornata - 12 dicembre 2021 PalaManera, Mondovì                 | Mondovì             | 3 - 2 | Atlantide Brescia | 25-19, 17-25, 16-25, 25-20, 15-11 |
| 12ª Giornata - 19 dicembre 2021 Palasport Comunale, Ortona          | Impavida Ortona     | 3 - 0 | Mondovì           | 25-19, 25-19, 29-27               |
| 13ª Giornata - 26 dicembre 2021 PalaManera, Mondovì                 | Mondovì             | 0 - 3 | Cuneo             | 21-25, 20-25, 23-25               |

#### Girone di ritorno
| 14ª Giornata - 9 febbraio 2022 PalaParenti, Santa Croce sull'Arno | Lupi Santa Croce  | 3 - 0 | Mondovì             | 28-26, 25-22, 25-7                |
| 15ª Giornata - 9 gennaio 2022 PalaManera, Mondovì                 | Mondovì           | 1 - 3 | Rinascita Lagonegro | 27-25, 17-25, 16-25, 23-25        |
| 16ª Giornata - 3 marzo 2022 PalaManera, Mondovì                   | Mondovì           | 3 - 2 | Porto Viro          | 25-20, 15-25, 28-26, 23-25, 15-13 |
| 17ª Giornata - 10 marzo 2022 PalaMensSana, Siena                  | Emma Villas       | 3 - 0 | Mondovì             | 25-23, 25-21, 25-15               |
| 18ª Giornata - 30 gennaio 2022 PalaManera, Mondovì                | Mondovì           | 3 - 2 | New Mater           | 20-25, 25-21, 16-25, 25-14, 15-8  |
| 19ª Giornata - 6 febbraio 2022 PalaBursi, Rubiera                 | Tricolore         | 3 - 0 | Mondovì             | 25-19, 25-16, 25-21               |
| 20ª Giornata - 15 marzo 2022 PalaManera, Mondovì                  | Mondovì           | 0 - 3 | Olimpia Bergamo     | 16-25, 8-25, 19-25                |
| 22ª Giornata - 6 marzo 2022 PalaFrancescucci, Casnate con Bernate | Libertas Brianza  | 3 - 0 | Mondovì             | 25-23, 25-17, 25-21               |
| 23ª Giornata - 13 marzo 2022 PalaManera, Mondovì                  | Mondovì           | 0 - 3 | Motta               | 20-25, 11-25, 15-25               |
| 24ª Giornata - 19 marzo 2022 PalaSanFilippo, Brescia              | Atlantide Brescia | 3 - 0 | Mondovì             | 25-19, 25-21, 25-22               |
| 25ª Giornata - 27 marzo 2022 PalaManera, Mondovì                  | Mondovì           | 0 - 3 | Impavida Ortona     | 23-25, 18-25, 11-25               |
| 26ª Giornata - 3 aprile 2022 PalaCastagnaretta, Cuneo             | Cuneo             | 3 - 0 | Mondovì             | 25-20, 25-17, 25-13               |

## Statistiche

### Statistiche di squadra
| Competizione | Punti | In casa | In casa | In casa | In trasferta | In trasferta | In trasferta | Totale | Totale | Totale |
| Competizione | Punti | G       | V       | P       | G            | V            | P            | G      | V      | P      |
| ------------ | ----- | ------- | ------- | ------- | ------------ | ------------ | ------------ | ------ | ------ | ------ |
| Serie A2     | 12    | 12      | 4       | 8       | 12           | 1            | 11           | 24     | 5      | 19     |
| Totale       | -     | 12      | 4       | 8       | 12           | 1            | 11           | 24     | 5      | 19     |

G = partite giocate; V = partite vinte; P = partite perse 

### Statistiche dei giocatori
| Giocatore      | Serie A2 | Serie A2 | Serie A2 | Serie A2 | Serie A2 | Totale | Totale | Totale | Totale | Totale |
| Giocatore      | P        | PT       | AV       | MV       | BV       | P      | PT     | AV     | MV     | BV     |
| -------------- | -------- | -------- | -------- | -------- | -------- | ------ | ------ | ------ | ------ | ------ |
| G. Boscaini    | 23       | 115      | 101      | 10       | 4        | 23     | 115    | 101    | 10     | 4      |
| M. Caldano     | 7        | 13       | 6        | 7        | 0        | 7      | 13     | 6      | 7      | 0      |
| F. Camperi     | 19       | 17       | 11       | 3        | 3        | 19     | 17     | 11     | 3      | 3      |
| S. Catena      | 19       | 84       | 51       | 26       | 7        | 19     | 84     | 51     | 26     | 7      |
| V. Ceban       | 23       | 150      | 88       | 59       | 3        | 23     | 150    | 88     | 59     | 3      |
| D. Chakravorti | 5        | 12       | 7        | 3        | 2        | 5      | 12     | 7      | 3      | 2      |
| N. Cianciotta  | 21       | 114      | 100      | 10       | 4        | 21     | 114    | 100    | 10     | 4      |
| M. Fenoglio    | 15       | 0        | 0        | 0        | 0        | 15     | 0      | 0      | 0      | 0      |
| L. Gecchele    | 8        | 0        | 0        | 0        | 0        | 8      | 0      | 0      | 0      | 0      |
| M. Lusetti     | 24       | 25       | 3        | 4        | 18       | 24     | 25     | 3      | 4      | 18     |
| R. Mazzon      | 23       | 152      | 125      | 14       | 13       | 23     | 152    | 125    | 14     | 13     |
| M. Meschiari   | 16       | 104      | 89       | 12       | 3        | 16     | 104    | 89     | 12     | 3      |
| A. Nwachukwu   | 22       | 502      | 443      | 36       | 23       | 22     | 502    | 443    | 36     | 23     |
| L. Piazza      | 12       | 5        | 0        | 2        | 3        | 12     | 5      | 0      | 2      | 3      |
| M. Raffa       | 18       | 0        | 0        | 0        | 0        | 18     | 0      | 0      | 0      | 0      |

P = presenze; PT = punti totali; AV = attacchi vincenti; MV = muri vincenti; BV = battute vincenti